# Sociedade Filarmónica União e Capricho Olivalense

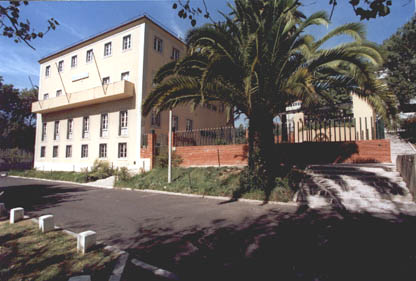

A Sociedade Filarmónica União e Capricho Olivalense é uma colectividade da freguesia de Santa Maria dos Olivais (Lisboa) , foi fundada em 1 de Junho de 1886, alguns anos depois de ter sido extinta uma banda formada quase na totalidade por pessoal de uma fábrica de cartão existente na antiga Rua Nova, posteriormente designada como Rua Conselheiro Ferreira do Amaral e que foi demolida durante a construção da EXPO '98.

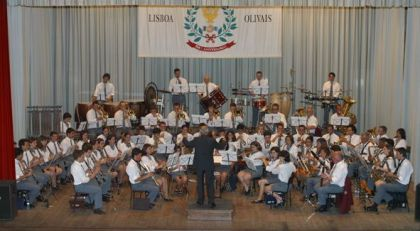

A banda (a qual nunca interrompeu a sua actividade) é actualmente composta por cerca de 70 executantes com idades compreendidas entre os 12 e os 77 anos.